# EN249

## Sintra - Lisboa
A EN 249 é uma estrada nacional que integra a rede nacional de estradas de Portugal. Parte desta via, que ligava Lisboa a Sintra, foi progressivamente desclassificada em prol da Via Rápida, construída entre 1985 e 1994, que aquando da sua conclusão,  foi reclassificada como IC 19.
A estrada tinha o seu início às Portas de Benfica, daí seguia pelas localidades da chamada Linha de Sintra, hoje servida pelo IC19, até seguir pelo actual traçado, continuamente pela Estrada de Chão de Meninos, em Sintra, com ligação à EN9 para Cascais. 
O seu traçado original actualmente atravessa zonas densamente urbanizadas, mantendo-se todavia. Existem alguns metros de descontinuídade na zona de Ranholas, onde o antigo traçado é cortado pelo IC 19.
Entre a Amadora e Sintra contava com várias passagens de nível da Linha de Sintra ferroviária.

## Percurso

### IC 19 - SINTRA
| Nome da Saída/Localidade Intermédia | Estrada que liga |
| ----------------------------------- | ---------------- |
| IC 16 / IC 19 / Lisboa              | A 16 IC 19       |
| Cascais / Alcabideche / Linhó       | N 9              |
| Sintra                              | N 247            |